# Echte salamanders
Echte salamanders, ook wel gewone salamanders (Salamandridae) zijn een familie van salamanders. De groep werd voor het eerst wetenschappelijk beschreven door Georg August Goldfuss in 1820. Oorspronkelijk werd de wetenschappelijke naam Salamandrae gebruikt.
Er zijn 117 soorten in 23 geslachten en drie onderfamilies. De soorten komen voor in Noord-Amerika, Europa, Afrika en Azië. Een groot aantal soorten kent zowel een land- als een waterstadium waarin de dieren soms een totaal ander uiterlijk krijgen. In het waterstadium hebben veel salamanders een rug- of staartkam, fellere kleuren en een gladdere huid.
De naam echte salamanders gaat niet altijd op daar er vele soorten zijn uit andere families die sprekend op soorten uit deze familie lijken. Soorten uit de geslachten Triturus, Ichthyosaura, Lissotriton, Notophthalmus en Taricha worden ook wel watersalamanders genoemd. Deze soorten zijn vooral tijdens de paartijd sterker aan water gebonden dan andere soorten uit de familie. Soorten die volledig aquatisch zijn komen niet voor bij de echte watersalamanders.
Alle soorten kennen een inwendige bevruchting. Voor de voortplanting zijn vrijwel alle soorten afhankelijk van oppervlaktewater. Soorten uit de geslachten Salamandra en Lyciasalamandra zijn echter eierlevendbarend; de larven ontwikkelen zich volledig in de moeder en komen volgroeid ter wereld.

## Taxonomie
Familie echte salamanders of Salamandridae
- Onderfamilie Pleurodelinae
  - Geslacht Calotriton
  - Geslacht Cynops
  - Geslacht Echinotriton
  - Geslacht Euproctus
  - Geslacht Hypselotriton
  - Geslacht Ichthyosaura
  - Geslacht Laotriton
  - Geslacht Liangshantriton
  - Geslacht Lissotriton
  - Geslacht Neurergus
  - Geslacht Notophthalmus
  - Geslacht Ommatotriton
  - Geslacht Pachytriton
  - Geslacht Paramesotriton
  - Geslacht Pleurodeles
  - Geslacht Taricha
  - Geslacht Triturus
  - Geslacht Tylototriton
- Onderfamilie Salamandrinae
  - Geslacht Chioglossa
  - Geslacht Lyciasalamandra
  - Geslacht Mertensiella
  - Geslacht Salamandra
- Onderfamilie Salamandrininae
  - Geslacht Salamandrina